# Ignacio Mariátegui y Tellería
Ignacio Mariátegui y Tellería, (Lima, 1 de agosto de 1797-Callao, 4 de abril de 1868) fue un marino y prócer de la Independencia del Perú.

## Biografía
Fue hijo de Ignacio de Mariátegui y Liernia, y María Jacoba Tellería y Vicuña. Hermano de Francisco Javier Mariátegui y Tellería, destacado político liberal. Casó con Josefa García.
Inició su carrera naval en la marina realista. A bordo de la fragata Resolución participó en la captura del bric chileno Maipú, que fue conducido como presa al Callao (1818). Pero luego se unió al Ejército Libertador que estaba al mando del general José de San Martín, siendo reconocido como alférez de fragata en la flota chilena. A bordo de la fragata Lautaro participó bajo las órdenes del marino británico Thomas Cochrane durante el tercer bloqueo del Callao en la que se presenta en la captura de la fragata Esmeralda, donde, pese a resultar herido en un brazo, actuó con arrojo y bravura, lo que le valió su ascenso el (6 de noviembre de 1820).
Luego colaboró en las operaciones marítimas de la Primera Campaña de Intermedios así como en el segundo sitio del Callao (1824-1825). Se le encomendó la organización de la Academia Náutica, pero fue acusado de participar en una conspiración contra la vida de Bolívar, entonces dictador del Perú (1826), aunque después se demostró su inocencia. 
Libre ya el Perú de dominaciones extranjeras, Mariátegui continuó sirviendo en la marina peruana. A bordo de la corbeta Monteagudo participó en la Guerra Gran Colombo-Peruana, incursionando hasta Panamá y manteniendo el bloqueo de Guayaquil. 
Ascendió a teniente primero en 1832 y a capitán de corbeta en 1834. Como muchos otros jóvenes marinos, apoyó al gobierno de facto del teniente coronel Felipe Santiago Salaverry contra las fuerzas bolivianas de Santa Cruz, y al mando del bergantín Arequipeño derrotó a la goleta Yanacocha en Pabellón de Pica, el 11 de febrero de 1836. Pero tras la derrota de Salaverry en la batalla de Socabaya, pasó desterrado a Guayaquil, donde enseñó durante nueve años en la Escuela Naval.
Derrumbada la Confederación Perú-Boliviana, retornó al Perú. En 1846 fue comisionado a Londres para vigilar la construcción de dos fragatas a vapor para la armada nacional. Ascendido a capitán de navío, al regresar al Perú asumió la dirección del Colegio Naval. 
En 1849 fue comisionado por el gobierno de Castilla para que, al mando de la goleta Tumbes, trasladara hacia Talcahuano (Chile) al general Miguel de San Román y otros oficiales acusados de conspiración. Ofendido por el hecho de que lo usasen como carcelero, desembarcó en dicho puerto y envió de retorno al vapor, solicitando su retiro del servicio. El gobierno del general José Rufino Echenique (1851-1855) lo reincorporó como comandante de la goleta Libertad. Pero al verse implicado en una conspiración, salió una vez más al destierro. 
Durante el segundo gobierno de Castilla, se le encomendó la capitanía de los puertos  del Callao y de Pisco. Fue también nombrado director del Instituto Militar. Durante la sublevación de la escuadra en 1857 a favor de la rebelión del general Manuel Ignacio de Vivanco, permaneció fiel al gobierno de Castilla, como capitán de la Ucayali. Defendió al Callao del ataque de la sublevada Apurímac. El 13 de octubre de 1858 fue ascendido a contralmirante. 
Durante el conflicto con el Ecuador dirigió el bloqueo de la costa ecuatoriana a bordo de la fragata Amazonas (1858-1859). A él mismo se le encomendó una misión diplomática ante el gobierno ecuatoriano y le correspondió presentar la declaración de guerra, el 2 de agosto de 1859, procedimiento formal cuyo fin era precipitar las negociaciones de paz.
Una vez más fue comisionado a Londres para vigilar la construcción de los vapores fluviales Morona, Pastaza, Putumayo y Napo, que fueron destinados para la exploración y el patrullaje de los ríos de la cuenca amazónica. Nombrado comandante general de marina del departamento de Loreto, decidió el establecimiento de un apostadero y una factoría en Iquitos, hecho que marcó el moderno surgimiento de este poblado, que se convirtió en la capital de la amazonía peruana (5 de enero de 1864). 
En 1865 viajó a Europa para tratar su quebrantada salud. A su regreso se encargó de la Dirección General de Marina, y en tal posición, participó en el combate del Callao del 2 de mayo de 1866 contra la Escuadra Española del Pacífico. 
Falleció en el Callao a la edad de 70 años y sus restos fueron conducidos al Cementerio General o Cementerio Presbítero Maestro.